# Gruppe 7
Die Gruppe 7 war eine 1968 gegründete Künstlervereinigung um den saarländischen Maler Aloys Ohlmann. Weitere Künstlergruppen mit diesem Namen bestanden unabhängig in Franken um Heinz Altschäffel und in München.

## Geschichte
Die saarländische Gruppe bestand aus politisch engagierten Künstlern. Sie wurde von Ohlmann, Paul Antonius, Heinz Diesel, Seiji Kimoto, Albert Haberer und Axel Büttner gegründet und benannte nach der Hausnummer des Vaterhauses von Aloys Ohlmann, Akazienweg Nr. 7 und der Künstlergalerie Haus „Marktstraße Nr. 7“, dem ersten Treffpunkt der Künstlergruppe. Neben dem politischen Engagement, das man teilte, versuchte sich die Gruppe auch bei der Organisation von Ausstellungen gegenseitig zu unterstützen. Die  Gruppe erweiterte sich, zeitweise gehörten ihr auch die Fotografin Hanne Garthe und die Collagekünstlerin Annegret Soltau an.

## Gemeinsame Ausstellungen
- 1974: Gruppe Sieben. Bradac Bredow Büttner Diesel Kimoto Kraus Ohlmann. Haus am Mariannenplatz (Kunstamt Kreuzberg), Berlin
- 1976: Gruppe 7 - Nonconfrontation, Saarlandmuseum - Moderne Galerie. Saarbrücken, 1976,
- 1977: Gruppe Sieben: Bredow, Büttner, Diesel, Garthe, De Jong, Kimoto, Kraus, Ohlmann. Kunsthalle Darmstadt, Darmstadt
- 1981: Gruppe Sieben, Galerie Palais Walderdorff, Trier